# Guadalajara (Campeche)
Guadalajara es una pequeña localidad situada en el municipio de Escárcega en el estado de Campeche, México. De acuerdo al censo del año 2020 la localidad tiene un total de 107 habitantes. 

## Localización
Guadalajara se ubica en el municipio de Escárcega, en las coordenadas 18°23′37″N 90°59′28″O / 18.39361, -90.99111, a una altitud promedio de 60 metros sobre el nivel del mar.

## Demografía
De acuerdo al censo de población del año 2020, en Guadalajara hay un total de 107 habitantes, 54 mujeres y 53 hombres.
Tiene un índice de fecundidad de 3.31 hijos por mujer, el 6.54 % de la población es analfabeta, y tiene un grado promedio de escolaridad de 6.45 años.
En el año de 1995 había un total de 118 habitantes en Guadalajara.
| Gráfica de evolución de Guadalajara entre 1995 y 2020 |
|                                                       |
| Instituto Nacional de Estadística y Geografía         |